# 白花溪荪
白花溪荪（学名：Iris sanguinea f. albiflora）为鸢尾科鸢尾属溪荪下的一个变型。

## 扩展阅读
- 維基物種上的相關：白花溪荪